# Червеноглава амадина
Червеноглавата амадина (Amadina erythrocephala) е вид птица от семейство Estrildidae.

## Разпространение
Видът е разпространен в Ангола, Ботсвана, Лесото, Намибия, Южна Африка и Зимбабве.